# Krolevets
Krolevets (tiếng Ukraina: Кролевець) là một thành phố của Ukraina. Thành phố này thuộc tỉnh Sumy. Thành phố này có diện tích ? km2, dân số theo điều tra dân số năm 2001 là 25183 người.